# Булансаз
Булансаз (баш. Боланһаҙ) — деревня в Шаранском районе Республики Башкортостан Российской Федерации. Входит в состав Мичуринского сельсовета. Основана в первой половине 1920-х как товарищество, затем деревня, в 1950-х годах — село.

## География

### Географическое положение
Расположена у реки Шаран, на автодороге 80Н-060 «Шаран — Новобалтачево — Андреевка». Граничит с запада с центром сельсовета, селом Мичуринск. Расстояние до:
- районного центра (Шаран): 17 км,
- центра сельсовета (Мичуринск): 1 км,
- ближайшей ж/д станции (Туймазы): 59 км.

## Климат
Село, как и весь район, относится к лесостепной зоне, климат характеризуется как умеренно континентальный. Среднегодовая температура воздуха — от 1,5 до 2,0 °С. Средняя температура воздуха самого тёплого месяца (июля) — 19 °C (абсолютный максимум — 40 °C); самого холодного (января) — −15 °C (абсолютный минимум — −49 °C). Среднегодовое количество атмосферных осадков составляет 429 мм с колебаниями от 415 до 580 мм, наибольшее количество выпадает летом и осенью. Распределение их по годам и по периодам года крайне неравномерное. Продолжительность снежного покрова в среднем 180 дней.
| Показатель                                                 | Янв. | Фев. | Март | Апр. | Май | Июнь | Июль | Авг. | Сен. | Окт. | Нояб. | Дек. |
| ---------------------------------------------------------- | ---- | ---- | ---- | ---- | --- | ---- | ---- | ---- | ---- | ---- | ----- | ---- |
| Средний суточный максимум, °C                              | −7   | −6   | −1   | 9    | 18  | 23   | 25   | 23   | 17   | 8    | −1    | −6   |
| Средний суточный минимум, °C                               | −16  | −15  | −8   | 0    | 7   | 11   | 13   | 12   | 7    | 2    | −6    | −13  |
| Норма осадков, мм                                          | 27   | 24   | 26   | 33   | 49  | 60   | 53   | 51   | 46   | 49   | 35    | 33   |
| Источник: Климат Булансаз. Дата обращения: 21 января 2022. |      |      |      |      |     |      |      |      |      |      |       |      |

## История
Деревня основана между 1920 и 1925 годами. В 1925 году — товарищество Булансаз Шаранской волости Белебеевского кантона Башкирской АССР. Название деревни произошло от слов «Булан саз» — «оленье болото». Ранее на месте деревни были лесные массивы, ольховые рощи и обширные болота. Островки болот и поныне окружают населённый пункт. Одними из первых переселились из деревни Старотурбеево семьи Газима Давлетова и Габдуллы Гиздуллина. Действовала начальная школа.
В 1930 году в республике было упразднено кантонное деление, образованы районы. Деревня вошла в состав Туймазинского района.
В 1935 году был создан Шаранский район, в то время деревня входила в состав колхоза «Молот».
В 1939 году — деревня Булансаз Ново-Карьявдинского сельсовета Шаранского района.
В 1952 году зафиксирована как село Булансаз того же сельсовета. 15 июля 1953 года произошло укрупнение сельсоветов, Ново-Карьявдинский сельсовет вошёл в состав Шаранбаш-Князевского.
В 1959 году — село Шаранбаш-Князевского сельсовета. 21 июня 1960 года Булансаз и несколько других населённых пунктов перешли в состав Михайловского сельсовета, переименованного в Мичуринский. К 1961 году Булансаз вновь стал деревней.
В начале 1963 года в результате реформы административно-территориального деления деревня была включена в состав Туймазинского сельского района, с марта 1964 года — в составе Бакалинского, с 30 декабря 1966 года — вновь в Шаранском районе.
В 1999 году деревня входила в состав совхоза «Мичуринский».

## Население
| Год  | Численность | Численность |
| ---- | ----------- | ----------- |
| 1939 | 107         | [ 17 ]      |
| 1959 | 120         | [ 18 ]      |
| 1970 | 116         | [ 19 ]      |
| 1979 | 146         | [ 20 ]      |
| 1989 | 117         | [ 21 ]      |
| 2002 | 119         | [ 22 ]      |
| 2009 | 116         | [ 23 ]      |
| 2010 | 104         | [ 2 ]       |

- 1925 год — 15 хозяйств, преобладали тептяри[6].
- 1939 год — 107 человек (47 мужчин, 60 женщин)[10].
- 1959 год — 120 жителей (46 мужчин и 74 женщины)[13], преобладали татары[14].
- 1970 год — 116 человек (63 мужчины, 53 женщины)[24], преобладали татары[25].
- 1979 год — 146 жителей (61 мужчина, 85 женщин)[26], преобладали татары[27].
- 1989 год — 117 человек (53 мужчины, 64 женщины)[28], преобладали татары[16].
- 2002 год — 119 человек (52 мужчины, 67 женщин)[29], татары (59 %)[30].
- 2010 год — 104 человека (47 мужчин, 57 женщин)[31].

## Инфраструктура и улицы
Деревня по состоянию на 2009 год входила в состав КФХ «Шаран-Агро». Деревня электрифицирована и газифицирована, действует минимаркет ООО «Ника». Для захоронений используется кладбище села Мичуринск. Водопровод отсутствует. В деревне две улицы — Центральная и Речная, протяжённость улично-дорожной сети составляет 4,17 км. Ближайшая автобусная остановка «Совхоз Мичурин» расположена в селе Мичуринск, на ней останавливается автобус «Шаран — Уфа». Деревню обслуживает Шаранская центральная районная больница; фельдшерско-акушерский пункт, почтовое отделение и средняя школа находятся в Мичуринске.